# 花生油

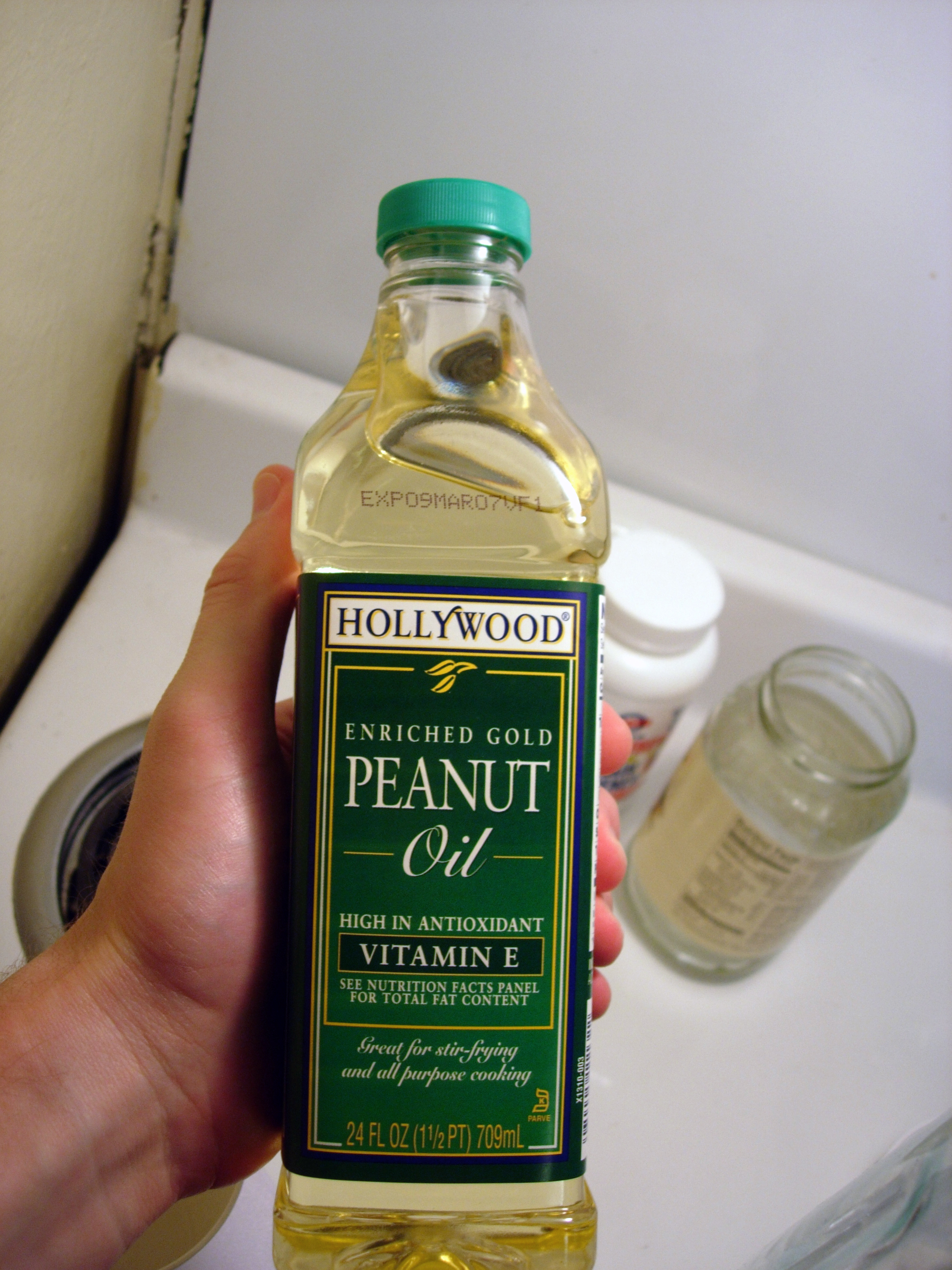
瓶裝花生油

花生油，或稱作土豆油，是由花生經過榨油加工製成，味道香濃，深受歡迎。

## 優缺點
花生油中含有人體所必需的幾種胺基酸，所以營養價值很高；花生油中又有單元不飽和脂肪，可以預防心臟病又能幫助除去有害的低密度脂蛋白。但花生本身為常見過敏物質之一。花生四烯酸可代謝為代謝為前列腺素(
PGE2、PGF2α)及白血球間素(leukotrienes)等發炎前驅物質。

## 烹調
不同等級材料、搾法和等級的食用油有不同的冒煙點，應用於各自不同的合適烹調法。
花生油可用於煎炸蒸煮等，尤能為水煮蛋增加特殊的花生香味。

## 燃料
德國工程師魯道夫·狄塞爾（Rudolf Diesel）於1892年提出壓縮點火內燃機的設計，當時即以花生油做為燃料，後來因燃料成本的因素，改以柴油為燃料，發展出柴油引擎。二战后期物资缺乏，日军军车战机曾使用花生油发动的记录。